# گریر اسکوسن
گریر اسکوسن (اسپانیایی: Greer Skousen‎؛ ۲۴ سپتامبر ۱۹۱۶ – ۲۰ مارس ۱۹۸۸) بازیکن بسکتبال اهل مکزیک بود.